# コロラド州知事
コロラド州知事 (英語：Governor of the State of Colorado) は、アメリカ合衆国のコロラド州の州知事（行政府の長）である。以下の一覧では、コロラド準州時代の州知事についても列挙する。

## コロラド準州知事
| # | 氏名                               | 就任           | 退任           | 任命者                   | 政党   |
| - | ---------------------------------- | -------------- | -------------- | ------------------------ | ------ |
| 1 | ウィリアム・ギルピン               | 1861年3月25日  | 1862年3月26日  | エイブラハム・リンカーン | 共和党 |
| 2 | ジョン・エヴァンス                 | 1862年3月26日  | 1865年10月17日 | エイブラハム・リンカーン | 共和党 |
| 3 | アレクサンダー・カミングス         | 1865年10月17日 | 1867年4月24日  | アンドリュー・ジョンソン | 共和党 |
| 4 | アレクサンダー・キャメロン・ハント | 1867年4月24日  | 1869年6月14日  | アンドリュー・ジョンソン | 共和党 |
| 5 | エドワード・M・マクック            | 1869年6月14日  | 1873年         | ユリシーズ・グラント     | 共和党 |
| 6 | サミュエル・ヒット・エルバート     | 1873年4月4日   | 1874年         | ユリシーズ・グラント     | 共和党 |
| 7 | エドワード・M・マクック            | 1874年6月19日  | 1875年3月29日  | ユリシーズ・グラント     | 共和党 |
| 8 | ジョン・ロング・ロウト             | 1875年 3月29日 | 1876年8月1日   | ユリシーズ・グラント     | 共和党 |

## コロラド州知事
| #  | 氏名                                   | 就任          | 退任          | 政党   | 副知事                                 |
| -- | -------------------------------------- | ------------- | ------------- | ------ | -------------------------------------- |
| 1  | ジョン・ロング・ロウト                 | 1876年8月1日  | 1879年1月14日 | 共和党 | ラファイエット・ヘッド                 |
| 2  | フレデリック・ウォーカー・ピトキン     | 1879年1月14日 | 1883年1月9日  | 共和党 | ホレイス・テイバー                     |
| 3  | ジェームズ・ベントン・グラント         | 1883年1月9日  | 1885年1月13日 | 民主党 | ウィリアム・H・メイヤー                |
| 4  | ベンジャミン・ハリソン・イートン       | 1885年1月13日 | 1887年1月11日 | 共和党 | ピーター・W・ブリーン                  |
| 5  | アルヴァ・アダムズ                     | 1887年1月11日 | 1889年1月8日  | 民主党 | ノーマン・H・メルドラム                |
| 6  | ジョブ・アダムズ・クーパー             | 1889年1月8日  | 1891年1月13日 | 共和党 | ウィリアム・グローバー・スミス         |
| 7  | ジョン・ロング・ロウツ                 | 1891年1月13日 | 1893年1月10日 | 共和党 | ウィリアム・ストーリー                 |
| 8  | デイヴィス・ハンソン・ウェイト         | 1893年1月10日 | 1895年1月8日  | 人民党 | デイヴィッド・ホプキンソン・ニコルズ   |
| 9  | アルバート・ワシントン・マッキンタイア | 1895年1月8日  | 1897年1月12日 | 共和党 | ジャレッド・L・ブラッシュ              |
| 10 | アルヴァ・アダムズ                     | 1897年1月12日 | 1899年1月10日 | 民主党 | ジャレッド・L・ブラッシュ              |
| 11 | チャールズ・スポルディング・トーマス   | 1899年1月10日 | 1901年1月8日  | 民主党 | フランシス・パトリック・カーニー       |
| 12 | ジェームズ・ブラッドリー・オーマン     | 1901年1月8日  | 1903年1月13日 | 民主党 | デイヴィッド・C・コーツ                |
| 13 | ジェームズ・ハミルトン・ピーボディ     | 1903年1月13日 | 1905年1月10日 | 共和党 | ウォーレン・A・ハゴット                |
| 14 | アルヴァ・アダムズ                     | 1905年1月10日 | 1905年3月17日 | 民主党 | アーサー・コーンフォース               |
| 15 | ジェームズ・ハミルトン・ピーボディ     | 1905年3月17日 | 1905年3月17日 | 共和党 | ジェシー・フラー・マクドナルド         |
| 16 | ジェシー・フラー・マクドナルド         | 1905年3月17日 | 1907年1月8日  | 共和党 | フレッド・W・パークス                  |
| 17 | ヘンリー・オーガスタス・バックテル     | 1907年1月8日  | 1909年1月12日 | 共和党 | エラスタス・ハーパー                   |
| 18 | ジョン・F・シャフロス                  | 1909年1月12日 | 1913年1月14日 | 民主党 | スティーヴン・フィッツガラルド         |
| 19 | イライアス・アモンズ                   | 1913年1月14日 | 1915年1月12日 | 民主党 | スティーヴン・フィッツガラルド         |
| 20 | ジョージ・アルフレッド・カールソン     | 1915年1月12日 | 1917年1月9日  | 共和党 | モーゼス・ルイス                       |
| 21 | ジュリアス・コルディーン・ギュンター   | 1917年1月9日  | 1919年1月14日 | 民主党 | ジェームズ・プリアム                   |
| 22 | オリヴァー・ヘンリー・シャウプ         | 1919年1月14日 | 1923年1月9日  | 共和党 | ジョージ・ステファム                   |
| 22 | オリヴァー・ヘンリー・シャウプ         | 1919年1月14日 | 1923年1月9日  | 共和党 | アール・クーリー                       |
| 23 | ウィリアム・エラリー・スウィート       | 1923年1月9日  | 1925年1月13日 | 民主党 | ロバート・F・ロックウェル              |
| 24 | クラレンス・モーリー                   | 1925年1月13日 | 1927年1月11日 | 共和党 | スターリング・バード・レイシー         |
| 25 | ビリー・アダムズ                       | 1927年1月11日 | 1933年1月10日 | 民主党 | ジョージ・ミルトン・コーレット         |
| 25 | ビリー・アダムズ                       | 1927年1月11日 | 1933年1月10日 | 民主党 | エドウィン・C・ジョンソン              |
| 26 | エドウィン・C・ジョンソン              | 1933年1月10日 | 1937年1月1日  | 民主党 | レイ・ハーバート・タルボット           |
| 27 | レイ・ハーバート・タルボット           | 1937年1月1日  | 1937年1月12日 | 民主党 | 空席                                   |
| 28 | テラー・アモンズ                       | 1937年1月12日 | 1939年1月10日 | 民主党 | フランク・J・ヘイズ                    |
| 29 | ラルフ・ローレンス・カー               | 1939年1月10日 | 1943年1月12日 | 共和党 | ジョン・チャールズ・ヴィヴィアン       |
| 30 | ジョン・チャールズ・ヴィヴィアン       | 1943年1月12日 | 1947年1月14日 | 共和党 | ウィリアム・ユージン・ヒグビー         |
| 31 | ウィリアム・リー・ノウズ               | 1947年1月14日 | 1950年4月15日 | 民主党 | ホーマー・L・ピアソン                  |
| 31 | ウィリアム・リー・ノウズ               | 1947年1月14日 | 1950年4月15日 | 民主党 | ウォルター・ウォルフォード・ジョンソン |
| 32 | ウォルター・ウォルフォード・ジョンソン | 1950年4月15日 | 1951年1月9日  | 民主党 | チャールズ・P・マーフィー              |
| 33 | ダニエル・I・J・ソーントン             | 1951年1月9日  | 1955年1月11日 | 共和党 | ゴードン・L・アロット                  |
| 34 | エドウィン・C・ジョンソン              | 1955年1月11日 | 1957年1月8日  | 民主党 | スティーヴン・マクニコルズ             |
| 35 | スティーブン・マクニコルズ             | 1957年1月8日  | 1963年1月8日  | 民主党 | フランク・L・ヘイズ                    |
| 35 | スティーブン・マクニコルズ             | 1957年1月8日  | 1963年1月8日  | 民主党 | ロバート・リー・ノウズ                 |
| 36 | ジョン・アーサー・ラヴ                 | 1963年1月8日  | 1973年7月16日 | 共和党 | ロバート・リー・ノウズ                 |
| 36 | ジョン・アーサー・ラヴ                 | 1963年1月8日  | 1973年7月16日 | 共和党 | マーク・アンソニー・ホーガン           |
| 36 | ジョン・アーサー・ラヴ                 | 1963年1月8日  | 1973年7月16日 | 共和党 | ジョン・デイヴィッド・ヴァンダーフーフ |
| 37 | ジョン・デイヴィッド・ヴァンダーフーフ | 1973年7月16日 | 1975年1月14日 | 共和党 | テッド・L・ストリックランド            |
| 38 | リチャード・ラム                       | 1975年1月14日 | 1987年1月13日 | 民主党 | ジョージ・L・ブラウン                  |
| 38 | リチャード・ラム                       | 1975年1月14日 | 1987年1月13日 | 民主党 | ナンシー・E・ディック                  |
| 39 | ロイ・ローマー                         | 1987年1月13日 | 1999年1月12日 | 民主党 | マイク・キャリハン                     |
| 39 | ロイ・ローマー                         | 1987年1月13日 | 1999年1月12日 | 民主党 | サミュエル・H・キャシディ              |
| 39 | ロイ・ローマー                         | 1987年1月13日 | 1999年1月12日 | 民主党 | ゲイル・ショートラー                   |
| 40 | ビル・オウエンス                       | 1999年1月12日 | 2007年1月9日  | 共和党 | ジョー・ロジャース                     |
| 40 | ビル・オウエンス                       | 1999年1月12日 | 2007年1月9日  | 共和党 | ジェーン・E・ノートン                  |
| 41 | ビル・リッター                         | 2007年1月9日  | 2011年1月11日 | 民主党 | バーバラ・オブライエン                 |
| 42 | ジョン・ヒッケンルーパー               | 2011年1月11日 | 2019年1月8日  | 民主党 | ジョゼフ・A・ガルシア                  |
| 42 | ジョン・ヒッケンルーパー               | 2011年1月11日 | 2019年1月8日  | 民主党 | ドナ・リン                             |
| 43 | ジャレッド・ポリス                     | 2019年1月8日  | （現職）      | 民主党 | ダイアン・プリマベラ                   |